# تئا فن هاربو
تئا فن هاربو (آلمانی: Thea von Harbou؛ ‏ ۲۷ دسامبر ۱۸۸۸ – ۱ ژوئیهٔ ۱۹۵۴) یک کارگردان، و فیلم‌نامه‌نویس اهل آلمان بود. وی بین سال‌های ۱۹۰۵ تا ۱۹۵۴ میلادی فعالیت می‌کرد.
از فیلم‌های او می‌توان به ترانه مادر اشاره کرد.